# Jan Kozakiewicz (polityk)
Jan Kozakiewicz, pseud. Janko, Wojewoda, Wolter (ur. 9 grudnia 1857 w Wadowicach, zm. 15 marca 1927 w Kołomyi)  – polski działacz i polityk socjalistyczny, poseł do austriackiej Rady Państwa.

## Życiorys
Syn Tomasza, woźnego i Marianny Kaifas. Po ukończeniu szkoły powszechnej w Wadowicach rozpoczął w 1877 naukę w Seminarium Nauczycielskiego w Krakowie. Podczas pobytu w szkole zorganizował drużynę tajnej Konfederacji Narodu Polskiego a następnie wszedł do jednego z tajnych kół rewolucyjnych założonych w Krakowie przez Ludwika Waryńskiego. Jako skarbnik tego koła prowadził agitację, m.in. kolportując broszury Bolesława Limanowskiego i Louisa Blanqui. Aresztowany w lutym 1879 r. i osadzony na kilka miesięcy w więzieniu śledczym św. Michała w Krakowie. Był jednym z oskarżonych w procesie trzydziestu pięciu (L. Waryńskiego i towarzyszy), który trwał od lutego do kwietnia 1880 r. w Krakowie. Uwolniony z zarzutów przez ławę przysięgłych. Wydalony karnie ze szkoły wyjechał do Lwowa, gdzie rozpoczął praktykę u szewca. Po zdaniu egzaminów czeladniczych rozpoczął szeroką działalność agitacyjną w duchu socjalistycznym wśród rzemieślników lwowskich. Powtórnie aresztowany w 1882 i skazany w procesie 26 socjalistów na 6 miesięcy.
Od 1888 mieszkał w Nowym Sączu, gdzie w 1892 włączył się w działalność Galicyjskiej Partii Socjaldemokratycznej (GPSD). Pod koniec tego roku powrócił do Lwowa nadal prowadząc działalność w GPSD  a od 1897 w Polskiej Partii Socjalno-Demokratycznej Galicji i Śląska Cieszyńskiego oraz w stowarzyszeniu kulturalno-oświatowym „Siła”. Współpracował wówczas z wieloma pismami m.in. z lwowskimi: „Przeglądem Społecznym”, „Siłą”, „Światłem”, a także  berlińską „Gazetą Robotniczą”, krakowskim „Naprzodem” i londyńskim „Przedświtem”. Był także redaktorem i wydawcą  lwowskiego „Robotnika” (1893–1899). Zajmował się także literaturą, pisząc m.in. dramat „Pokonani zwycięzcami” (Londyn 1896)
Współpracował także ze Związkiem Zagranicznym Socjalistów Polskich (ZZSP) w Londynie. Był członkiem delegacji polskich na kongresach II Międzynarodówki, m.in. w Brukseli (1891), Zurychu (1893) i Londynie (1896).
Poseł do austriackiej Rady Państwa IX kadencji (27 marca 1897 – 8 czerwca 1900), z kurii V (powszechnej) z okręgu nr 1 (Lwów), będąc obok Ignacego Daszyńskiego drugim posłem socjalistycznym z Galicji. W parlamencie wiedeńskim weszli obaj w skład Związku Posłów Socjalistycznych.
Po skończeniu mandatu poselskiego latem 1901 wyjechał do Argentyny, gdzie w latach 1901–1903 prowadził jako kolonista gospodarstwo rolne w prowincji Missiones. Na jesieni 1903 przeniósł się do Stanów Zjednoczonych. Utrzymywał się tam pracując przeważnie jako malarz pokojowy. Brał także udział w życiu miejscowej Polonii. Działał przede wszystkim w Związku Socjalistów Polskich (ZSP), gdzie przez pewien czas był sekretarzem generalnym oraz redagował w Chicago tygodnik „Robotnik”. Współpracował także z Wydziałem Oświaty Związku Narodowego Polskiego w USA. Podczas I wojny światowej był działaczem Komitetu Obrony Narodowej wspierającej w latach 1914–1915 akcję legionową oraz członkiem stowarzyszenia La Pologne et la Guerre, prowadzącą w latach 1915-1918 akcję propagandową na rzecz niepodległości Polski.
Po powrocie do Polski w 1923 pracował początkowo w fabryce Stowarzyszenie Mechaników Polskich z Ameryki w Porębie, w powiecie będzińskim, a następnie był dyrektorem Kasy Chorych w Kołomyi.